# Mario Kempes
Mario Alberto Kempes Chiodi (n. 15 iulie 1954, Bell Ville, Córdoba) este un fost fotbalist și actual antrenor de fotbal argentinian. Tatăl său, Mario, a fost de asemenea jucător de fotbal aducându-l spre fotbal de mic. La vârsta de 7 ani juca la o echipă de juniori ca la 14 ani să se alăture echipei La cuarta de Talares. Este mai bine cunoscut după ce a jucat la Valencia și după ce a fost un pion principal la câștigarea Campionatului Mondial de către Argentina în 1978.

## Palmares
Valencia
- Copa del Rey: 1

1979
- Cupa Cupelor UEFA: 1

1980
- Supercupa Europei: 1

1980
River Plate
- Nacional: 1

1981
 Argentina
- Campionatul Mondial de Fotbal: 1

1978
Individual
- Nacional: 1

1974
- Metropolitano: 1

1976
- Pichichi: 2

1977, 1978
- World Cup Golden Boot: 1

1978
- World Cup Golden Ball: 1

1978
- Olimpia de Plata: 1

1978
- South American Footballer of the Year: 1

1978
- FIFA 100: 1

2004
- South American Player of the Century: Ranking Nº 23: 1

2006
- Once d'or: 1978

## Statistici carieră
|               |                |                            | Campionat | Campionat | Cupă            | Cupă            | Cupa Ligii          | Cupa Ligii          | Continental    | Continental    | Total   | Total  |
| Sezon         | Club           | Campionat                  | Meciuri   | Goluri    | Meciuri         | Goluri          | Meciuri             | Goluri              | Meciuri        | Goluri         | Meciuri | Goluri |
| Argentina     | Argentina      | Argentina                  | Campionat | Campionat | Cupă            | Cupă            | Cupa Ligii          | Cupa Ligii          | America de Sud | America de Sud | Total   | Total  |
| ------------- | -------------- | -------------------------- | --------- | --------- | --------------- | --------------- | ------------------- | ------------------- | -------------- | -------------- | ------- | ------ |
| 1973          | Instituto      | Primera División Argentina | 13        | 11        |                 |                 |                     |                     |                |                |         |        |
| 1974          | Central        | Primera División           | 36        | 29        |                 |                 |                     |                     |                |                |         |        |
| 1975          | Central        | Primera División           | 49        | 35        |                 |                 |                     |                     |                |                |         |        |
| 1976          | Central        | Primera División           | 22        | 21        |                 |                 |                     |                     |                |                |         |        |
| Spania        | Spania         | Spania                     | League    | League    | Copa del Rey    | Copa del Rey    | Supercopa de España | Supercopa de España | Europe         | Europe         | Total   | Total  |
| 1976–77       | Valencia       | La Liga                    | 34        | 24        | 0               | 0               | -                   | -                   | -              | -              | 34      | 24     |
| 1977–78       | Valencia       | La Liga                    | 34        | 28        | 12              | 11              | -                   | -                   | -              | -              | 46      | 39     |
| 1978–79       | Valencia       | La Liga                    | 30        | 12        | 10              | 3               | -                   | -                   | 6              | 3              | 46      | 18     |
| 1979–80       | Valencia       | La Liga                    | 32        | 22        | 2               | 2               | -                   | -                   | 9              | 9              | 43      | 33     |
| 1980–81       | Valencia       | La Liga                    | 12        | 9         | 1               | 0               | -                   | -                   | 5              | 2              | 18      | 11     |
| Argentina     | Argentina      | Argentina                  | League    | League    | Cup             | Cup             | League Cup          | League Cup          | South America  | South America  | Total   | Total  |
| 1981          | River Plate    | Primera División           | 29        | 15        |                 |                 |                     |                     |                |                |         |        |
| 1982          | River Plate    | Primera División           | 0         | 0         |                 |                 |                     |                     |                |                |         |        |
| Spania        | Spania         | Spania                     | Campionat | Campionat | Copa del Rey    | Copa del Rey    | Supercopa de España | Supercopa de España | Europa         | Europa         | Total   | Total  |
| 1982–83       | Valencia       | La Liga                    | 27        | 13        | 1               | 0               | 2                   | 0                   | 8              | 0              | 38      | 13     |
| 1983–84       | Valencia       | La Liga                    | 15        | 8         | 4               | 3               | 2                   | 0                   | -              | -              | 19      | 11     |
| 1984–85       | Hércules       | La Liga                    | 17        | 1         | 2               | 0               |                     |                     |                |                |         |        |
| 1985–86       | Hércules       | La Liga                    | 21        | 9         | 2               | 1               |                     |                     |                |                |         |        |
| Austria       | Austria        | Austria                    | League    | League    | Cupa Austriei   | Cupa Austriei   | Cupa Ligii          | Cupa Ligii          | Europe         | Europe         | Total   | Total  |
| 1986–87       | First Vienna   | Bundesliga                 | 20        | 7         |                 |                 |                     |                     |                |                |         |        |
| 1987–88       | Sankt Pölten   | First League               | 32        | 10        |                 |                 |                     |                     |                |                |         |        |
| 1988–89       | Sankt Pölten   | Bundesliga                 | 29        | 9         |                 |                 |                     |                     |                |                |         |        |
| 1989–90       | Sankt Pölten   | Bundesliga                 | 35        | 15        |                 |                 |                     |                     |                |                |         |        |
| 1990–91       | Kremser        | Bundesliga                 | 21        | 5         |                 |                 |                     |                     |                |                |         |        |
| 1991–92       | Kremser        | Bundesliga                 | 18        | 2         |                 |                 |                     |                     |                |                |         |        |
| Chile         | Chile          | Chile                      | League    | League    | Copa Chile      | Copa Chile      | League Cup          | League Cup          | South America  | South America  | Total   | Total  |
| 1995          | Fernández Vial | Primera B                  | 11        | 5         |                 |                 |                     |                     |                |                |         |        |
| Indonesia     | Indonesia      | Indonesia                  | League    | League    | Piala Indonesia | Piala Indonesia | League Cup          | League Cup          | Asia           | Asia           | Total   | Total  |
| 1995–96       | Pelita Jaya    | Liga Indonesia             | 15        | 10        |                 |                 |                     |                     |                |                | 15      | 10     |
| Total         | Argentina      | Argentina                  | 149       | 111       |                 |                 |                     |                     |                |                |         |        |
| Total         | Spania         | Spania                     | 222       | 126       |                 |                 |                     |                     |                |                |         |        |
| Total         | Austria        | Austria                    | 155       | 48        |                 |                 |                     |                     |                |                |         |        |
| Total         | Chile          | Chile                      | 11        | 5         |                 |                 |                     |                     |                |                |         |        |
| Total         | Indonesia      | Indonesia                  | 15        | 10        |                 |                 |                     |                     |                |                | 15      | 10     |
| Total carieră | Total carieră  | Total carieră              | 552       | 300       |                 |                 |                     |                     |                |                |         |        |

### Internațional
| Argentina | Argentina | Argentina |
| An        | Meciuri   | Goluri    |
| --------- | --------- | --------- |
| 1973      | 1         | 0         |
| 1974      | 10        | 4         |
| 1975      | 4         | 3         |
| 1976      | 9         | 7         |
| 1977      | 0         | 0         |
| 1978      | 7         | 6         |
| 1979      | 0         | 0         |
| 1980      | 0         | 0         |
| 1981      | 3         | 0         |
| 1982      | 9         | 0         |
| Total     | 43        | 20        |

### Goluri internaționale
| #   | Data             | Stadion                                                   | Oponent           | Scor | Rezultat | Competiția                         |
| --- | ---------------- | --------------------------------------------------------- | ----------------- | ---- | -------- | ---------------------------------- |
| 1.  | 22 April 1974    | Estadio José Amalfitani, Buenos Aires                     | România           | 2–1  | 2–1      | Meci amical                        |
| 2.  | 18 May 1974      | Parc des Princes, Paris                                   | Franța            | 1–0  | 1–0      | Meci amical                        |
| 3.  | 22 May 1974      | Wembley Stadium, Londra                                   | Anglia            | 1–2  | 2–2      | Meci amical                        |
| 4.  | 22 May 1974      | Wembley Stadium, Londra                                   | Anglia            | 2–2  | 2–2      | Meci amical                        |
| 5.  | 3 august 1975    | Estadio Olímpico, Caracas                                 | Venezuela         | 2–1  | 5–1      | Copa América 1975                  |
| 6.  | 10 august 1975   | Estadio Gigante de Arroyito, Rosario                      | Venezuela         | 5–0  | 11–0     | Copa América 1975                  |
| 7.  | 10 august 1975   | Estadio Gigante de Arroyito, Rosario                      | Venezuela         | 10–0 | 11–0     | Copa América 1975                  |
| 8.  | 27 February 1976 | Estadio Monumental Antonio Vespucio Liberti, Buenos Aires | Brazilia          | 2–1  | 2–1      | Cupa Roca 1976                     |
| 9.  | 20 March 1976    | Central Lenin Stadium, Kiev                               | Uniunea Sovietică | 1–0  | 1–0      | Meci amical                        |
| 10. | 14 June 1978     | Estadio Gigante de Arroyito, Rosario                      | Polonia           | 1–0  | 2–0      | Campionatul Mondial de Fotbal 1978 |
| 11. | 14 June 1978     | Estadio Gigante de Arroyito, Rosario                      | Polonia           | 2–0  | 2–0      | Campionatul Mondial de Fotbal 1978 |
| 12. | 21 June 1978     | Estadio Gigante de Arroyito, Rosario                      | Peru              | 1–0  | 6–0      | Campionatul Mondial de Fotbal 1978 |
| 13. | 21 June 1978     | Estadio Gigante de Arroyito, Rosario                      | Peru              | 3–0  | 6–0      | Campionatul Mondial de Fotbal 1978 |
| 14. | 25 June 1978     | Estadio Monumental Antonio Vespucio Liberti, Buenos Aires | Țările de Jos     | 1–0  | 3–1      | Campionatul Mondial de Fotbal 1978 |
| 15. | 25 June 1978     | Estadio Monumental Antonio Vespucio Liberti, Buenos Aires | Țările de Jos     | 2–1  | 3–1      | Campionatul Mondial de Fotbal 1978 |